# Rock Against Communism
El Rock Against Communism (o RAC), en català Rock Contra el Comunisme o Rock Anticomunista, és un corrent musical d'ideologia feixista i neonazi. Sorgí a Anglaterra el 1977, arran de la separació de Skrewdriver del moviment punk/skinhead i s'ha estès per tot occident. Dins de l'estil es poden trobar nombrosos grups, de tendències musicals diverses, emmarcats dins del rock.
El RAC va néixer a l'empara del partit polític National Front que reunia un ampli grup de nacionalistes anglesos, el màxim exponent dels quals seria Ian Stuart. Entre els hereus d'aquest moviment en l'actualitat apareixen formacions com Blood & Honour o Hammerskins, relacionats directament amb el nazisme.
La irrupció del gènere en la música, en els darrers anys, ha suposat una inflexió en el desenvolupament de l'escena musical neonazi.

## El RAC a Espanya
El RAC es tracta, a Espanya, com a instrument de difusió de les ideologies nacionalsocialistes i/o feixistes entre els jovent. Als concerts es produeixen intercanvis de tota classe, des d'ideològics fins a econòmics.
Els punts forts de distribució del RAC i de la música nazi en general es troben a Madrid, València, Barcelona i, en menor grau, a Sevilla. La distribució es reparteix entre les pàgines web, els apartats de correus dels fanzines neonazis i les botigues dedicades a aquesta temàtica ideològica.